# يوسف رجيب
يوسف رجيب (1900 - 8 يونيو 1947) صحفي وكاتب عراقي برز في عقد 1920 وعرف بلطافة أسلوبه ويعتبر من رواد الصحافة العراقية في النصف الأول من القرن العشرين.

## حياته وعمله
ولد يوسف بن حمود بن مهدي رجيب في النجف سنة 1900 من أسرة‌ خفاجية. كان والده عطاراً وقد توفي ويوسف في الرابعة من عمره، فكلفه عمه ناصر. مال إلی الدرس صغيراً فأكبّ على تحصيل اللغة والآداب وواظب على المطالعة حتي كوّن لنفسه ملكة أدبية ومقدرة كتابية. لما أسست مدرسة الغريّ سنة 1921، انتمى يوسف رجيب إلی قسما المسائي. أصدر في أبريل 1925 جريدة أسبوعية باسم النجف فواصل إصدارها نحو سنتين، وكان في الوقت نفسه يقوم بالتدريس في مدرسة الغريّ.
ترك النجف إلى بغداد سنة 1927 وعُيِّن مدرساً في المدرسة الحسينّية. وشارك في تحرير جريدة الزمان. ثم رئيسا لتحرير جريدة النهضة العراقية التي أصدرها حزب النهضة في أغسطس 1927.

أصبح مفتش استهلاك في الهندية والمسيّب في 1943 ثم مدقق ماليّ. وقد أوفد إلى سوق الشيوخ. فلما وقع التمّرد فيها سنة 1935، اعتقل يوسف رجيب وأحيل على المجلس العرفي في الناصريّة. عُيِّن ملاحظاً للرسائل في ديوان وزارة المعارف. ثم ملاحظاً في المفوضية العراقية بدمشق سنة 1945.

أصيب بالسل فدخل مستشفى ضهر الباشق الحكومي في لبنان، وتوفي هناك في 8 يونيو 1947.

## مؤلفاته
- المهادي الشمري: قصة، 1942.